# Danilovgrad (kommunhuvudort)
Danilovgrad (serbiska: Даниловград, albanska: Danilovgradi) är en kommunhuvudort i Montenegro. Den ligger i kommunen Danilovgrad, i den centrala delen av landet. Danilovgrad ligger 49 meter över havet och antalet invånare är 5 208.
Terrängen runt Danilovgrad är varierad. Närmaste större samhälle är Podgorica, 15,8 km sydost om Danilovgrad. Omgivningarna runt Danilovgrad är en mosaik av jordbruksmark och naturlig växtlighet.